# Stadler Metelica
Il Metelica (in russo Метелица?, spesso traslitterato dal produttore come Metelitsa) è una famiglia di tram a pianale ribassato per scartamento largo prodotto da Stadler. Si produce dal 2014 allo stabilimento di Stadler che si trova a Fanipal' (Regione di Minsk, Bielorussia).
Il primo ordine è stato commissionato dalla società di concessione dei trasporti (in russo Транспортная концессионная компания?, Transportnaja koncessionnaja kompanija) di San Pietroburgo nel 2016, per un totale di 23 tram.
Il tram di modello B85300M prodotto del 2015 faceva le prove stradali a Mosca e poi nelle città di Samara, Krasnodar e San Pietroburgo. Nel tempo presente (2020) opera a favore della società di trasporto Minsktrans (Minsk, Bielorussia). Ha il numero 168 e lavora soprattutto sulla linea n. 1 che serve la Stazione Centrale di Minsk.
Nell`anno 2020 il Governo di Minsk ha annunciato l`acquisto di 30 tram per la città di Minsk tra cui Metelitsa.

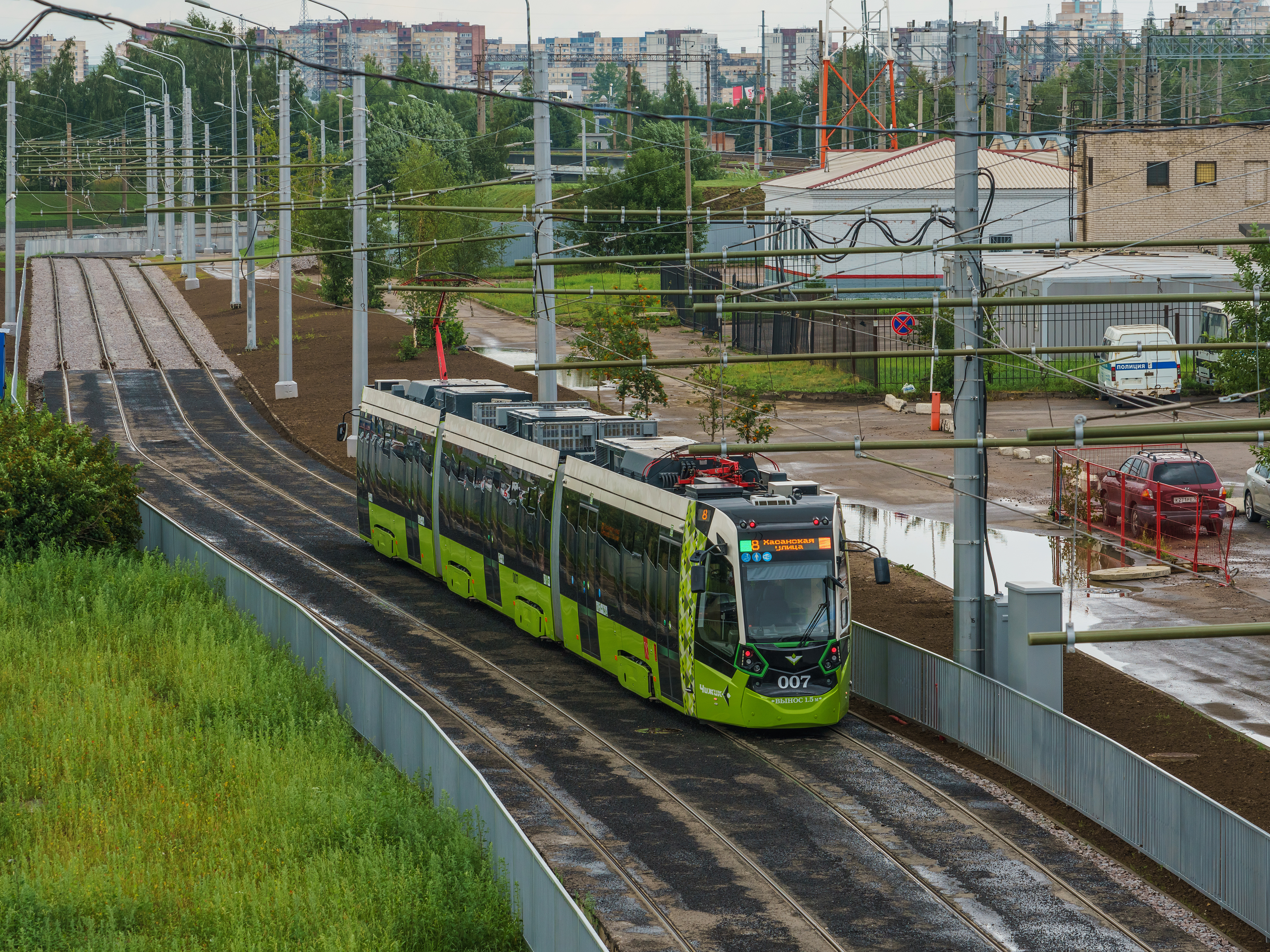
Il tram Melelitsa n. 007 di TCC (San Pietroburgo) sulla linea 8.

Nel 2020 Stadler ha messo nella produzione a Fanipol il nuovo ordine di 12 tram Metelitsa per Cochabamba (Bolivia).

## Caratteristiche tecniche
Il tram è prodotto sia in versione monodirezionale che bidirezionale.
Il pianale è interamente ribassato. 
Internamente il tram dispone di un sistema di videosorveglianza e di un impianto di climatizzazione a temperatura controllata.

## Versioni

### B853 e B85300M
Versioni prototipo monodirezionale (B853) e bidirezionale (B85300M).

### B85600M
Il B85600M è la versione bidirezionale per la città di San Pietroburgo.